# NESTA RESORT KOBE
NESTA RESORT KOBE（ネスタリゾート神戸、ネスタリゾートこうべ）は、兵庫県三木市 に所在するテーマパークである。キャッチコピーは大自然の冒険テーマパーク。

## 概要
2015年（平成27年）12月13日をもって営業を終了したリゾート施設「グリーンピア三木」の跡地を、延田エンタープライズが買い取り、第1章として2016年（平成28年）7月1日にオープン、さらに2017年（平成29年）4月20日には第2章がオープンした。
2018年には、ユニバーサル・スタジオ・ジャパンのリニューアルを成功させた森岡毅率いる株式会社刀をアドバイザーに招き、「大自然の冒険テーマパーク」 への改革を実施。
2022年7月、運営会社の全株式が延田エンタープライズから不動産会社のサムティと株式会社刀へ譲渡された。
2023年10月、株式会社刀が経営から撤退し、運営会社がサムティの完全子会社になった。同年12月にサムティ硬式野球部の設立が発表され、2025年2月より同施設内に新たに設けられた練習場を拠点に活動を開始した。

## アクティビティ

### 遊具
- スカイ・イーグル
- キャニオン・ドロップ
- キャニオン・スライド
- ワイルド・バギー（マウンテン・バギー、スピード・バギー）
- ガンバトル・ザ・リアル
- スカイジャングル（全4コース）
- ワイルド・カヌー
- アニマル・フレンズ
- レジェンドスポーツ ヒーローズ（全11アトラクション）
- ボルダリング
- キッズ・エアジム
- サンシャインジム（キッズアスレチック）
- キッズアドベンチャー・タワー
- テニス
- フットサル
- ネスタイルミナ~光のさんぽみち~

### 日帰りBBQ・日帰りグランピング
- シンプルBBQ（パラソル席・デッキ席）
- グランプキャビン
- プレミアムテント
- パーティーテント
- グランプテント

### レストラン
- Trattoria SOGNI di SOGNI
- 日本料理 さざんか
- 大阪うどん 明日喜
- CAFE SOGNI di SOGNI
- 酒バー はりま
- 地場旬彩 美嚢舎（十界の湯）
- 炭焼き 七厘場（十界の湯）
- 囲炉裏料理 熾火（十界の湯）

## スパ
「天然温泉 野天スパ 十界の湯」
- 岩風呂
- 壺湯
- 杜乃湯
- 寝湯
- 巌穴釜
- 熱風釜
- 内湯
- 離れ湯舎（家族風呂）
- 高濃度ナノ炭酸泉
- 古式蒸窯

## 宿泊
ホテル ザ・ネスタ&スパ

全９タイプの客室
プレミアテラス

全16室（5タイプ）
メゾネットスイートヴィラ

全9棟

ロイヤルスイートヴィラ

全4棟（4タイプ）

カジュアルコテージ

全4棟（2タイプ）
グランピングキャビン

全21棟（5タイプ）

## プール (夏季限定)

### 「ウォーターフォート」
- グレートブラスター
- ファミリー・スプラッシュ
- ダークスパイラル
- 水の要塞
- 流れるプール
- JAVAJAVA（キッズプール）

## アクセス
※園内バスあり

### 車
- 山陽自動車道三木東インターチェンジから車で約2分
- 中国自動車道吉川インターチェンジから車で約30分

- 駐車料金
  - 普通車 税込1,500円
  - 中型車 税込2,200円
  - 大型車 税込3,300円
  - 二輪車 税込330円

- 駐車可能台数：3,000台
  - 宿泊客は駐車料金無料

### 高速バス
- 難波駅・大阪発（近鉄バス）

なんばOCAT（JR難波駅）→ 大阪駅前（地下鉄東梅田駅）→ ネスタリゾート神戸
所要時間／難波駅から約90分、大阪駅から約65分
- 三ノ宮駅発（神姫バス）

JR三ノ宮駅神姫バスターミナルから直通バス
所要時間／約40分

### 公共交通機関
- 神戸電鉄　緑が丘駅(最寄り)より神姫バス/神姫ゾーンバスにて約20分（※木曜・土日祝のみ運行）

## 沿革
- 2016年7月1日"NESTA RESORT KOBE"開業[14]　以下の施設がオープン
  - HOTEL THE PAVONE
  - プール 「WATER FORT」
  - GLAMP BBQ PARK
  - スポーツ（テニス・フットサル・多目的コート）
  - レインボースライダー

- 2016年11月10日　NESTA ILLUMINA ～光のさんぽみち～オープン。

- 2017年4月20日　以下の施設がオープン
  - 天然温泉「延羽の湯 野天 閑雅山荘」
  - NESTA FLORA花結びの谷　
  - HOTEL THE PAVONE CLUB ROOM

- 2017年4月27日　SKY JUNGLEオープン。

- 2017年12月20日　NESTA ILLUMINAリニューアルオープン

- 2018年6月21日　プール 「WATER FORT」リニューアルオープン

- 2018年7月1日　「ロイヤルスイート」２棟オープン

- 2018年10月5日　以下の施設がオープン
  - WILD BUGGY
  - WILD HARVEST
  - ANIMAL FRIENDS

- 2018年11月23日　WILD BUGGYコース拡張

- 2019年3月15日　WILD BUGGY再度コース拡張・WILD CANOEオープン

- 2020年3月25日　NESTA NATURE CAMP FIELDオープン

- 2020年7月17日　新エリア”ADVENTURE CANYON” 誕生　以下の施設がオープン
  - SKY EAGLE
  - SPEED HAWK
  - CANYON DROP
  - CANYON SLIDE

- 2020年11月20日　NESTA ILLUMINA 〜光のさんぽみち〜リニューアルオープン

- 2021年1月16日　新キャンプサイト「星の広場-Free site in the Star Square-」オープン

- 2021年3月24日　GUN BATTLE THE REALオープン

- 2021年7月8日　CANYON DIVE オープン

- 2021年11月26日　SKY JUNGLEリニューアルオープン

- 2022年1月27日　SPEED HAWKリニューアルオープン